# Santiago (Ica)
Santiago es una localidad peruana ubicada en la región Ica, provincia de Ica, distrito de Santiago. Es asimismo capital del distrito de Santiago. Se encuentra a una altitud de 378 m s. n. m. Tiene una población de 3334 habitantes en 1993.

## Clima
| Parámetros climáticos promedio de Santiago | Parámetros climáticos promedio de Santiago | Parámetros climáticos promedio de Santiago | Parámetros climáticos promedio de Santiago | Parámetros climáticos promedio de Santiago | Parámetros climáticos promedio de Santiago | Parámetros climáticos promedio de Santiago | Parámetros climáticos promedio de Santiago | Parámetros climáticos promedio de Santiago | Parámetros climáticos promedio de Santiago | Parámetros climáticos promedio de Santiago | Parámetros climáticos promedio de Santiago | Parámetros climáticos promedio de Santiago | Parámetros climáticos promedio de Santiago |
| Mes                                        | Ene.                                       | Feb.                                       | Mar.                                       | Abr.                                       | May.                                       | Jun.                                       | Jul.                                       | Ago.                                       | Sep.                                       | Oct.                                       | Nov.                                       | Dic.                                       | Anual                                      |
| ------------------------------------------ | ------------------------------------------ | ------------------------------------------ | ------------------------------------------ | ------------------------------------------ | ------------------------------------------ | ------------------------------------------ | ------------------------------------------ | ------------------------------------------ | ------------------------------------------ | ------------------------------------------ | ------------------------------------------ | ------------------------------------------ | ------------------------------------------ |
| Temp. media (°C)                           | 23.1                                       | 22.4                                       | 23.8                                       | 21.7                                       | 18.9                                       | 17.2                                       | 15.2                                       | 17.4                                       | 16.7                                       | 18                                         | 18.1                                       | 20                                         | 19.4                                       |
| Temp. mín. media (°C)                      | 17.2                                       | 16.7                                       | 17.7                                       | 15.3                                       | 12.7                                       | 11                                         | 9.3                                        | 11.2                                       | 10.4                                       | 11.7                                       | 11.8                                       | 14.2                                       | 13.3                                       |
| Fuente: climate-data.org                   |                                            |                                            |                                            |                                            |                                            |                                            |                                            |                                            |                                            |                                            |                                            |                                            |                                            |